# Pamir-Airways-Flug 112
Pamir-Airways-Flug 112 (nach anderen Quellen Pamir-Airways-Flug 1102) war ein Linienflug von Kundus nach Kabul mit einer Antonow An-24, welche am 17. Mai 2010 kurz nach dem Start abgestürzt ist.

## Flugzeug
Das Flugzeug war eine Antonow An-24 mit der Seriennummer 27307903 und dem Luftfahrzeugkennzeichen YA-PIS. Das Flugzeug wurde 1972 ausgeliefert und im Februar 2010 durch Pamir Airways übernommen.

## Unfallhergang
Der Flug verließ Kunduz um 8:30 Uhr Ortszeit mit 38 Passagieren und – nach widersprüchlichen Angaben – fünf oder sechs Besatzungsmitgliedern an Bord und wurde 10 Minuten später nicht mehr vom Radar erfasst. Am 21. Mai erreichten Suchtrupps das Wrack des Flugzeugs 20 Kilometer nördlich von Kabul auf 4.100 Metern Höhe in den Shakar-Darah-Bergen. Dabei wurden Leichenteile sowie der Flugschreiber geborgen.